# City of Xiamen
City of Xiamen ist der ehemalige Name eines Vollcontainerschiffs der Reederei M. Lauterjung in Emden. Das Schiff war das erste einer Serie von fünf baugleichen Containerschiffen der Reederei, die von dem zur Reederei M. Lauterjung gehörenden Sunship Schiffahrtskontor bereedert wurden.
Das Schiff wurde 2013 im Golf von Guinea überfallen und mehrere Besatzungsmitglieder entführt. 2017 wurde das Schiff verkauft und in GH Zephyr umbenannt. Seit 2022 heißt das Schiff CMA CGM Pemba.

## Geschichte
Das Schiff wurde unter der Baunummer XSI402A auf der Werft Xiamen Shipbuilding Industry Corp. im chinesischen Xiamen gebaut. Die Kiellegung fand am 20. Oktober 2007, der Stapellauf am 25. Januar 2008 statt. Die Fertigstellung und Ablieferung des Schiffes erfolgte am 30. April 2008.

### Piratenüberfall vor Westafrika
Am Abend des 25. April 2013 wurde das Schiff im Golf von Guinea vor der Küste Nigerias überfallen und fünf Besatzungsmitglieder als Geiseln genommen. Bei den Geiseln soll es sich um den Kapitän, den Steuermann, den Leitenden sowie den 2. und 3. Ingenieur des Schiffes handeln. Die entführten Seeleute waren polnische und russische Staatsbürger. Sie kamen am 11. Mai wieder frei. Über die Zahlung eines Lösegeldes wurde nichts bekannt. Das Schiff befand sich in Charter der dänischen Maersk Line, die es im Liniendienst zwischen Port Klang und Westafrika einsetzte. An Bord sollen sich 13 Seeleute befunden haben.

### Verbleib des Schiffes
2017 wurde das Schiff verkauft. Es kam als GH Zephyr unter die Flagge der Marshallinseln. Bereedert wurde es von dem in Hongkong ansässigen Unternehmen Fleet Management Ltd. Es fuhr in Charter von Mærsk Line im Liniendienst im Indischen Ozean. 2022 wurde das mittlerweile für CMA CGM fahrende Schiff unter die Flagge Maltas gebracht und in CMA CGM Pemba umbenannt.

## Technische Daten
Das Schiff wird von einem Siebenzylinder-Zweitakt-Dieselmotor des Herstellers Sulzer (Typ: 7 RTA72U-B) mit 21.560 kW Leistung angetrieben. Der Motor, der von Dalian Marine Diesel Co. in Lizenz gebaut wurde, wirkt auf einen Festpropeller. Das Schiff erreicht eine Geschwindigkeit von maximal 22 kn. Im Bug verfügt das Schiff über eine Querstrahlsteueranlage mit 1.100 kW Leistung.
Für die Stromversorgung stehen drei Dieselgeneratoren mit jeweils 2.400 kW Leistung (Scheinleistung 3.000 kVA) sowie ein Notgenerator mit 275 kW (Scheinleistung 281,25 kVA) zur Verfügung.
Die Containerkapazität beträgt 2.564 TEU. Davon finden 1.606 TEU an Deck und 958 TEU im Raum Platz. Bei homogener Beladung mit 14 Tonnen schweren Containern beträgt die Kapazität 1.861 TEU. Für Kühlcontainer stehen 342 Anschlüsse zur Verfügung, davon 200 an Deck und 142 im Raum. An Deck kann das Schiff auch 45- bzw. 48-Fuß-Container laden.
Das Schiff verfügt über fünf Laderäume und zehn Ladeluken, die mit Pontondeckeln verschlossen werden. Die Laderäume sind mit 40-Fuß-Cellguides ausgerüstet. In den Laderäumen können vier 20-Fuß-Container hintereinander sowie bis zu zehn Container nebeneinander gestaut werden. An Deck finden auf den Lukendeckeln jeweils zwei 20-Fuß-Container hintereinander sowie bis zu zwölf Container nebeneinander Platz. Zwischen Laderaum 5 und dem Deckshaus, das sich am Heck des Schiffes befindet, sind an Deck weitere Stellplätze für drei 20-Fuß-Container hintereinander vorhanden. Hier können ebenfalls zwölf Container nebeneinander gestaut werden. In den Laderäumen können bis zu sechs, an Deck bis zu sieben Container übereinander gestaut werden.
An Deck befinden sich drei Schiffskrane mit einer Kapazität von jeweils 45 Tonnen. Die Krane befinden sich mittschiffs zwischen den Laderäumen 1 und 2, 3 und 4 sowie hinter Raum 5.
Der Rumpf des Schiffes ist eisverstärkt (Eisklasse „E“). Die Reichweite des Schiffes beträgt rund 15.000 Seemeilen.